# I Declare War (Film)
I Declare War ist ein kanadisches Action-Drama von Jason Lapeyre und Robert Wilson aus dem Jahr 2012. Der Film feierte am 15. April 2012 auf dem ActionFest Film Festival in Asheville seine Premiere. Im deutschsprachigen Raum wurde der Film am 28. Januar 2014 auf DVD und BluRay veröffentlicht.

## Handlung
Zwei Gruppen von Kindern bekriegen sich im Stile von Räuber und Gendarm in einem Waldgebiet. Dabei haben sie festgelegte Regeln, nach denen bei einem Schusswechsel der Getroffene zu Boden geht und regungslos bis Zehn zählen muss, bevor er wieder aufstehen darf. Wird er innerhalb dieser zehn Sekunden oder auch sonst im Laufe des Spiels von einer Wasserbombe mit roter Farbe getroffen, scheidet er aus dem Kriegsspiel aus, ist „tot“ und muss nach Hause gehen. Ziel des Spiels ist die Ergreifung der gegnerischen Flagge.
Als die eine Gruppe einen Soldaten der anderen Gruppe gefangen nimmt, kommt es zum Streit. In der Folge kommt es zum Putsch und die Gruppe wird von einem despotischen General geführt. Mit der Absicht, die Position der Basis der anderen Gruppe zu ermitteln, foltert der General die Geisel, jedoch ohne Erfolg. Als der Geisel die Flucht gelingt, wird sie, angekommen in der heimischen Basis, von ihrem General zurückgeschickt, um den Feind vor der bevorstehenden Offensive in der eigenen Basis festzuhalten.
Die Offensive scheitert jedoch, als der angreifende General beim Versuch, die gegnerische Flagge zu ergreifen, selbst als Geisel genommen wird. Schließlich kommt es zum Showdown der Generäle, bei dem der despotische General „getötet“ wird.

## Kritiken
Die Reaktion der Kritiker auf I Declare War sind gemischt. Auf Rotten Tomatoes bewerteten 71 % der Kritiker den Film positiv. Die Filmzeitschrift Cinema lobte, „basierend auf eigenen Erfahrungen vermischen die beiden Filmemacher Jason Lapeyre („Cold Blooded“) und Robert Wilson („Death Planet“) Spiel und Ernst zu einem unkonventionellen, spannenden Genremix, der teilweise Subtilität vermissen lässt. Fazit: Kriegsspiel-Allegorie mit top Jungmimen“. Slant Magazine-Redakteur Andrew Schenker zieht folgendes Fazit: „Das Ergebnis ist ein Film, dessen Kühnheit der Konzeption nicht lang anhält, aber ebenso faszinierende Einblicke gewährt und ein bisschen an ‚Herr der Fliegen‘ erinnert.“ Leslie Felperin vom The Guardian zieht eine negative Bilanz: „Die Spiele zweier rivalisierender Gangs geraten außer Kontrolle – genauso wie die Schauspielerei im Film.“ Sie vergab 2 von 5 Sternen.